# 紹拉山
47°4′0″N 9°46′0″E / 47.06667°N 9.76667°E

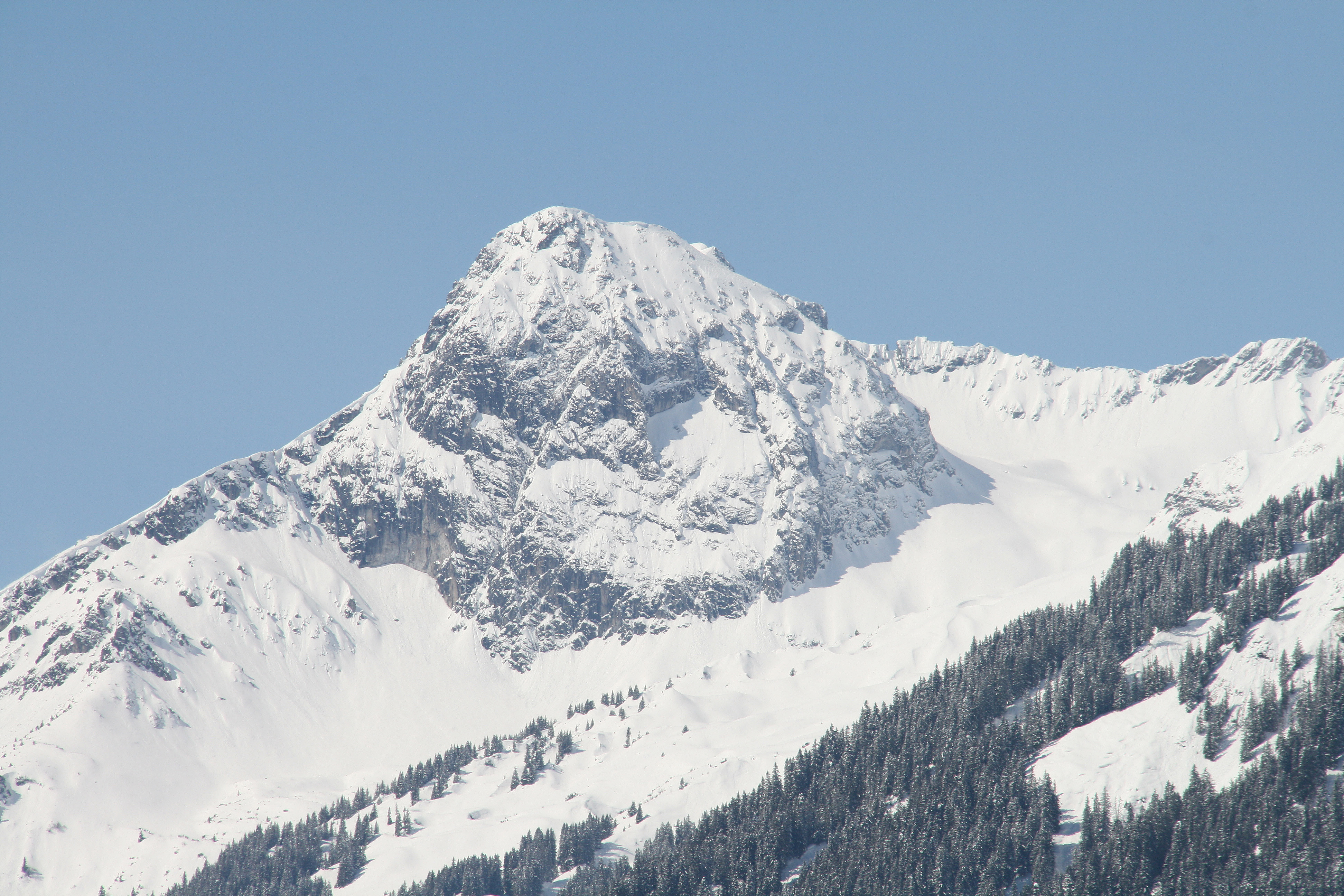

紹拉山（德語：Saulakopf），是奧地利的山峰，位於該國西部，由福拉爾貝格州負責管轄，屬於雷蒂孔山的一部分，海拔高度2,517米，每年平均降雨量1,852毫米。